# 張福來

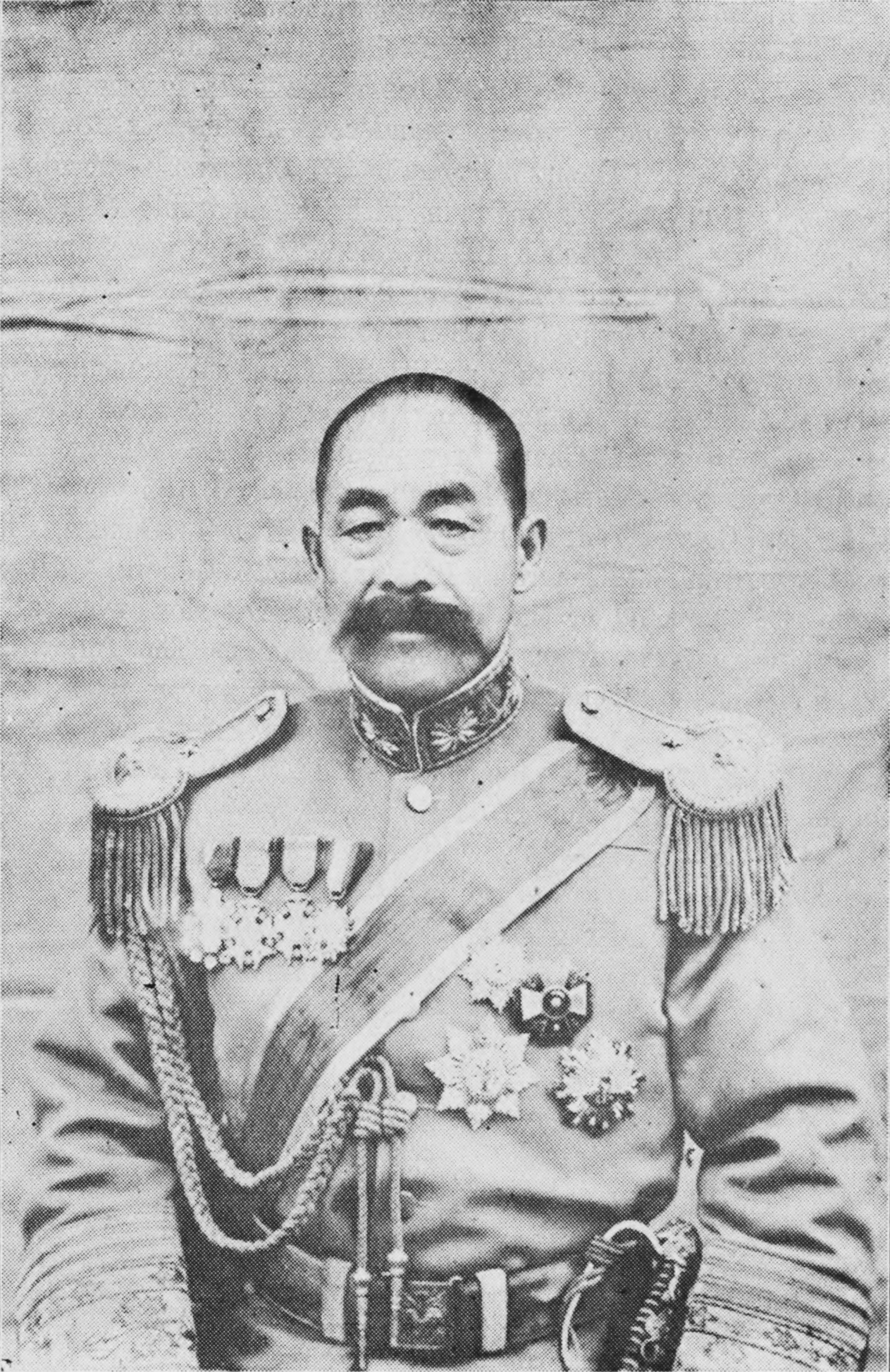

張福来（1871年—1925年），字子衡、子恒，直隷省河間府交河县人，中華民国军事将领。

## 生平
他早年在天津武備学堂学习後，加入曹錕的部隊，后历任北洋第三鎮的隊官、管带。1917年（民国6年），他升任第3師第6旅旅長，授陸軍少将銜。1920年（民国9年）7月的直皖战争后，他升任第24師師長。1921年（民国10年），他获授陸軍中将銜。
1922年（民国11年）10月，他兼任河南督理軍務善後事宜，属于吴佩孚指揮。1923年（民国12年）7月，他被将军府授予景威将軍。1924年（民国13年）9月的第二次直奉战争中，他任討奉援軍总司令。此后，直系被奉系击败，他随吴佩孚逃往湖北省。1925年（民国14年）他随吴佩孚东山再起，但張福来未获直接的軍事指揮权。結果吴佩孚再度敗北，逃往四川省。
張福来于同年中在漢口病逝。享年55岁。